# Staple (Kent)
Staple – wieś w Anglii, w hrabstwie Kent, w dystrykcie Dover. Leży 12 km na wschód od miasta Canterbury i 100 km na wschód od centrum Londynu.